# Sandro Salvadore
Sandro Salvadore (Milánó, 1939. november 29. – Asti, 2007. január 4.) Európa-bajnok olasz labdarúgó, hátvéd, edző.

## Pályafutása

### Klubcsapatban
1955-ben az AC Milan csapatában kezdte a labdarúgást, ahol 1958-ban mutatkozott be az első csapatban. Az 1958–59-es és az 1961–62-es idényben bajnok lett a együttessel. 1962-ben a Juventushoz igazolt, ahol háromszoros bajnok (1966–67, 1971–72, 1972–73) és egyszeres olasz kupagyőztes (1965) lett a csapattal. 1974-ben a torinói csapat játékosaként vonult vissza az aktív labdarúgástól.

### A válogatottban
Tagja volt 1960-as római olimpián részt vevő válogatottnak, amellyel negyedik helyezést ért el. 1960 és 1970 között 36 alkalommal szerepelt az olasz válogatottban. Két világbajnokságon vett részt (1962, Chile, 1966, Anglia). 1968-ban Európa-bajnok lett a válogatottal.

### Edzőként
Visszavonulása után edzőként tevékenykedett Kezdetben a Juventus ifjúsági csapatánál dolgozott, majd a Casale és az Ivrea csapatainak szakmai munkáját irányította.

## Sikerei, díjai
Olaszország
- Olimpiai játékok
  - 4.: 1960, Róma
- Európa-bajnokság
  - aranyérmes: 1968, Olaszország

 AC Milan
- Olasz bajnokság (Serie A)
  - bajnok: 1958–59, 1961–62

 Juventus
- Olasz bajnokság (Serie A)
  - bajnok: 1966–67, 1971–72, 1972–73
- Olasz kupa (Coppa Italia)
  - győztes: 1965